# Provincia de Cihuatlán (Guerrero)

Mapa del Imperio azteca en 1519; Cihuatlán se ubica en el suroeste del imperio.

Cihuatlán fue una provincia del Imperio azteca.
Se localizaba en las costas del pacífico mexicano, en el actual estado de Guerrero. Sus límites territoriales abarcaban desde el río Balsas al norte, tierra adentro con la Sierra Madre del Sur y al sur con Coyuca de Benítez.

## Historia
Tras el establecimiento de la alianza con los acolhuas y los tepanecas y la conformación de la Triple Alianza en la primera mitad del siglo XV, los mexicas o aztecas, buscaron expandirse a lo largo y ancho del actual centro y sur de México con la finalidad de obtener territorio y recursos, tanto de subsistencia como suntuarios.
Bajo este contexto político y bélico es que se estableció la entidad jurídica conocida hasta la llegada de los españoles como la Provincia de Cihuatlán, la cual abarca el litoral del pacífico del actual estado de Guerrero, desde la desembocadura del río Balsas, las cercanías de Acapulco y la Sierra Madre del Sur. Esta región coincide con la actual Costa Grande de Guerrero.
Esta provincia se encuentra registrada en el Códice Mendoza y en la Matrícula de Tributos como parte de las conquistas que el emperador mexica Ahuízotl realizó entre los años 5 Calli (1497) y 12 tecpatl (1504).

## Arqueología
Recientes investigaciones arqueológicas sugieren que esta era una zona densamente poblada y que los primeros asentamientos datan del 1500 a. C. con ocupaciones continuas hasta la época de contacto con los españoles, además muestran elementos político y religiosos similares a los registrados en toda Mesoamérica adaptando elementos culturales autóctonos.